# Santa Maria Regina Coeli (Nápoly)
A Santa Maria Regina Coeli egyike Nápoly legjelentősebb reneszánsz és barokk templomainak. A templomot és a hozzá tartozó zárdát 1590-ben építették. A dupla lépcsőfeljárót a későbbiekben építették hozzá. Az egyhajós belsőt XVIII. századi művészek alkotásai díszítik: Massimo Stanzione, Luca Giordano, Micco Spadaro, Giovanni Battista Beniaschi valamint Lorenzo Vaccaro. A főoltár (17. század) Giovanni Mozzetta műve.